# Angelic Layer
Angelic Layer (エンジェリックレイヤー?, Enjerikku Reiyā) è un manga delle CLAMP pubblicato per la prima volta nel luglio del 1999 in Giappone e in Italia nel maggio del 2005. Il manga parla di una ragazza di nome Misaki che vive in un mondo nel quale il settore dei giochi ha raggiunto uno sviluppo senza precedenti. La ragazza sperimenterà il gioco dell'angelic layer appena arrivata a Tokyo. Nell'Angelic layer alcune bambole appositamente create si combattono seguendo i comandi mentali del padrone. Il manga è stato adattato nel 2001 in un anime di 26 episodi, intitolato Kidō tenshi Angelic Layer (機動天使エンジェリックレイヤー?, Kidō tenshi Enjerikku Reiyā).

## Trama
Misaki Suzuhara, una ragazzina di provincia, arriva a Tokyo per andare a vivere con Shouko, la sorella della madre, trasferitasi nella capitale per lavoro quando lei era piccola; appena arrivata in città assiste casualmente tramite un maxischermo ad una sfida di Angelic Layer, un gioco virtuale di nuova generazione in cui due concorrenti fanno combattere tra di loro delle bambole chiamate Angel mosse con la forza del pensiero.
Appassionatasi, la ragazza decide di comprare una bambola tutta sua: in questo momento conosce Icchan (Ichiro Mihara), il quale le consiglia l'acquisto dell'Angel Egg nel negozio specializzato chiamato Piffle Princess. Dall'uovo prende dunque vita la sua bambola, che decide di chiamare Hikaru (in onore di Hikaru Shido, una delle tre protagoniste di Magic Knight Rayearth).
Inizia così una lunga serie di battaglie, dai semplici incontri con avversari occasionali fino al campionato nazionale, alla fine del quale Misaki avrà anche modo di incontrare nuovamente sua madre.

## Volumi
| Nº | Titolo italiano Giapponese 「Kanji」 - Rōmaji                     | Data di prima pubblicazione         | Data di prima pubblicazione |
| Nº | Titolo italiano Giapponese 「Kanji」 - Rōmaji                     | Giapponese                          | Italiano                    |
| 1  | Angelic Layer 1 「エンジェリックレイヤー １」 - Enjerikku Reiyā 1 | 1º luglio 1999 ISBN 4-04-713283-7   | 13 maggio 2005              |
| 1  | Capitoli 1-5                                                      |                                     |                             |
| 2  | Angelic Layer 2 「エンジェリックレイヤー ２」 - Enjerikku Reiyā 2 | 9 marzo 2000 ISBN 4-04-713319-1     | 13 giugno 2005              |
| 2  | Capitoli 6-10                                                     |                                     |                             |
| 3  | Angelic Layer 3 「エンジェリックレイヤー ３」 - Enjerikku Reiyā 3 | 1º dicembre 2000 ISBN 4-04-713375-2 | 13 luglio 2005              |
| 3  | Capitoli 11-16                                                    |                                     |                             |
| 4  | Angelic Layer 4 「エンジェリックレイヤー ４」 - Enjerikku Reiyā 4 | 1º maggio 2001 ISBN 4-04-713414-7   | 12 agosto 2005              |
| 4  | Capitoli 17-21                                                    |                                     |                             |
| 5  | Angelic Layer 5 「エンジェリックレイヤー ５」 - Enjerikku Reiyā 5 | 1º ottobre 2001 ISBN 4-04-713454-6  | 13 settembre 2005           |
| 5  | Capitoli 22-26                                                    |                                     |                             |

## Episodi

Fotogramma tratto dalla sigla iniziale dell'anime

| Nº | Giapponese 「Kanji」 - Rōmaji                                                                 | In onda           | In onda |
| Nº | Giapponese 「Kanji」 - Rōmaji                                                                 | Giapponese        |         |
| 1  | 「はじめまして! 私だけのエンジェル」 - Hajimemashite! Watashidake no Enjeru                   | 1º aprile 2001    |         |
| 2  | 「がんばれヒカル! はじめてのファイト!!」 - Ganbare Hikaru! Hajimete no faito!!                | 8 aprile 2001     |         |
| 3  | 「あなたは誰? みさきのドキドキレッスン」 - Anata wa dare? Misaki no dokidoki resson           | 15 aprile 2001    |         |
| 4  | 「天使が舞いおりた日」 - Tenshi ga maiorita hi                                                | 22 aprile 2001    |         |
| 5  | 「負けたくない!ヒカルを信じて...」 - Maketakunai! Hikaru o shinjite...                        | 29 aprile 2001    |         |
| 6  | 「光速の鈴鹿! 鳩子のライバル宣言!!」 - Kosoku no Suzuka! Hatoko no raibaru sengen!!           | 6 maggio 2001     |         |
| 7  | 「ギリギリの戦い... みさきのラストチャンス」 - Girigiri no tatakai... Misaki no rasuto chansu | 13 maggio 2001    |         |
| 8  | 「みさきVSミサキ? 危険な同級生」 - Misaki VS Misaki? Kiken na dōkyusei                        | 20 maggio 2001    |         |
| 9  | 「歌え! みさき デウスはアイドル!?」 - Utae! Misaki Deusu wa aidoru!?                          | 27 maggio 2001    |         |
| 10 | 「いじわる姉妹! 狙われたヒカル」 - Ijiwaru shimai! Nerawareta Hikaru                          | 3 giugno 2001     |         |
| 11 | 「決着! ヒカルとマオの真剣勝負」 - Ketchaku! Hikaru to Mao no shinken shobu                   | 10 giugno 2001    |         |
| 12 | 「みさきと虎太郎 二人のわくわくデート」 - Misaki to Kotaro Futari no wakuwaku dēto            | 17 giugno 2001    |         |
| 13 | 「純白のブランシェ 楓のほほえみ」 - Junpaku no Buranshe Kaede no hohoemi                      | 24 giugno 2001    |         |
| 14 | 「あきらめない! そして天使は生まれた」 - Akiramenai! Soshite tenshi wa umareta                | 1º luglio 2001    |         |
| 15 | 「白姫VS鈴鹿! アイスマシーンの秘密」 - Shirahime vs Suzuka! Aisu Mashīn no himitsu            | 8 luglio 2001     |         |
| 16 | 「決勝戦! ヒカルのラストアタック」 - Kesshosen! Hikaru no rasuto atakku                       | 15 luglio 2001    |         |
| 17 | 「あなたに決めた! みさきの選んだヒト」 - Anata ni kimeta! Misaki no eranda hito               | 22 luglio 2001    |         |
| 18 | 「強敵がいっぱい! あこがれの全国大会」 - Kyoteki ga ippai! Akogare no zenkokutaikai           | 29 luglio 2001    |         |
| 19 | 「システムダウン!? 嵐の船上決戦!」 - Shisutemu Daun!? Arashi no senjō kessen!                 | 5 agosto 2001     |         |
| 20 | 「敵はいっちゃん? 戸惑いの二回戦!」 - Teki wa Icchan? Tomadoi no nikaisen!                    | 12 agosto 2001    |         |
| 21 | 「夏の海! 誰かが誰かに恋してる」 - Natsu no umi! Dareka ga dareka ni koishiteru               | 19 agosto 2001    |         |
| 22 | 「突然の二人きり 秘密のダブルデート」 - Totsuzen no futarikiri Himitsu no daburu dēto         | 26 agosto 2001    |         |
| 23 | 「魔法の壁を破れ! みさきVS王二郎」 - Maho no kabe o yabure! Misaki VS Ōjirō                   | 2 settembre 2001  |         |
| 24 | 「みさきに届け!この想い虹を越えて」 - Misaki ni todoke! Kono omoi niji o koete                | 9 settembre 2001  |         |
| 25 | 「運命の再会 涙に濡れたエンジェル」 - Unmei no saikai Namida ni nureta enjeru                 | 16 settembre 2001 |         |
| 26 | 「天使の翼よ! 私とヒカルをいざなって」 - Tenshi no tsubasa yo! Watashi to Hikaru o izanatte   | 23 settembre 2001 |         |

## Doppiaggio
- Atsuko Enomoto: Misaki Suzuhara
- Ayako Kawasumi: Kaede Saitou
- Chiemi Chiba: Arisu Fujisaki
- Hiromi Nishikawa: Yuuko Inada
- Houko Kuwashima: Sai Jounouchi
- Jun Fukuyama: Koutarou Kobayashi
- Kana Ueda: Ringo Seto
- Kikuko Inoue: Shuko Suzuhara
- Kotono Mitsuishi: Shouko Asami
- Masaya Onosaka: Ichiro Mihara
- Satsuki Yukino: Tamayo Kizaki
- Soichiro Hoshi: Oojirou Mihara
- Tomokazu Seki: Masaharu Ogata
- Tomoko Kawakami: Madoka Fujisaki
- Yoshiyuki Kouno: Ospite, Shuji Inada
- Yui Horie: Hiromi Fujimori
- Yuri Shiratori: Hatoko Kobayashi
- Ai Maeda: seguace di Kyoko B
- Chiaki Takahashi: Shophop
- Chieko Atarashi: Kyoko
- Eriko Kawasaki: Attendant
- Isao Yamagishi: Triplets
- Issei Kusumoto: Staff
- Kaori Mizuhashi: Hijiri Shibata, Tomo's sister
- Kappei Yamaguchi: Ryou Misaki
- Katsuya Shiga: Fish Store Clerk
- Kazusa Murai: Maria Shibata
- Kenta Katagiri: compagno di classe
- Koji Tobe: Security Guard B
- Kouji Haramaki: Man
- Mami Kosuge: Opponent Deus
- Mamiko Noto: Asuka Kitamura
- Masaharu Sato: Shuko's Father
- Masashi Sugawara: Kaede's Father
- Masayo Kurata: Classmate, Girl, Girl B, Kindergarden Kid A, Kyok's Follower A, TJ's Deus
- Mayumi Asano: Tomoko Yamada
- Mayumi Yanagisawa: Girl A, Maid, Manager, Infermiera, Staff al gioco, Waitress
- Rio Natsuki: Tsubasa McEnzie
- Sayaka Ōhara: Yuko Hikawa
- Sayuri Yoshida: Rin Jounouchi
- Susumu Chiba: Tomo
- Takeharu Onishi: Security Guard A
- Tomoko Kaneda: Kindergarden Kid B
- Tomoko Miura: Chitose Tanaka
- Toshihide Tsuchiya: Tamayo's Father
- Yasuhiro Fujiwara: Photofrapher

## Sigle
Sigla d'apertura
- Be My Angel interpretata da Atsuko Enomoto.

Sigle di chiusura
- The Starry Sky interpretata da HAL.
- Ame Agari interpretata da Moeco Matsushita.

Brani inseriti
- Tenshi ni Narenai! (天使になれない!?) interpretata da Kana Ueda (ep. 8-9).